# KR 레이캬비크

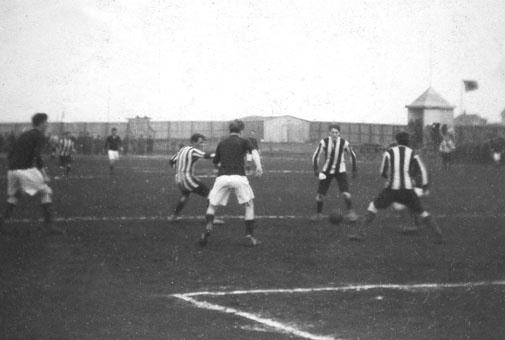

KR 레이캬비크(아이슬란드어: Knattspyrnufélag Reykjavíkur), 또는 간단히 KR이라고 불리는 이 클럽은 아이슬란드의 축구 클럽으로 아이슬란드의 수도인 레이캬비크를 연고로 하여 창단되었다. KR은 아이슬란드에서 가장 오래된 클럽이며, 아이슬란드 리그 최다 우승기록 보유팀이기도 하다.

## 역사
KR 레이캬비크는 1899년 2월 16일에 아이슬란드 최초의 클럽으로 창단되었다. KR의 최초 이름은 레이캬비크 축구 클럽(Fótboltafélag Reykjavíkur)이었다. 그 당시에 KR은 아이슬란드에서의 유일한 축구 클럽이었으나 곧 다른 클럽들이 창단되며 대회가 개최되었다. KR은 아이슬란드 리그의 첫 번째 시즌을 우승하였다.
우승 이후에 KR은 그 당시의 잉글랜드 우승 팀인 뉴캐슬 유나이티드의 유니폼을 선택하여 흑백의 세로줄무늬 유니폼을 선택하였다. 1955년에 두 개의 디비전으로 나뉜 후의 첫 번째 시즌을 우승하였다. 또한 1960년에는 첫 번째 컵대회를 우승하였다. 그리고 KR은 1964년에 최초로 유럽 클럽 대항전에 출전하여 리버풀과 경기를 하였다. 이 경기는 리버풀의 첫 번째 유럽 클럽 대항전 경기였기도 하다.
KR은 통산 아이슬란드 리그를 24회 우승하였고, 컵 대회 11회 우승 기록을 가지고 있다. 또한 여자팀은 6회 리그 우승과 2회 컵 대회 우승을 하였다. KR 레이캬비크는 1961년, 1963, 1999년까지 리그와 컵 대회를 동시에 우승하는 더블을 총 3회 달성하였다.

## 역대 우승기록
- 아이슬란드 랜드스반카데일딘

우승 (27): 1912, 1919, 1926, 1927, 1928, 1929, 1931, 1932, 1934, 1941, 1948, 1949, 1950, 1952, 1955, 1959, 1961, 1963, 1965, 1968, 1999, 2000, 2002, 2003, 2011, 2013, 2019
- 아이슬란드 컵

우승 (14): 1960, 1961, 1962, 1963, 1964, 1966, 1967, 1994, 1995, 1999, 2008, 2011, 2012, 2014
- 아이슬란드 리그컵

우승 (7): 1998, 2001, 2005, 2010, 2012, 2016, 2017
- 아이슬란드 슈퍼컵

우승 (5): 1969, 1996, 2003, 2012, 2014

## 유럽 대회성적
| 시즌      | 대회              | 라운드    | 국가       | 클럽                | 점수      |
| --------- | ----------------- | --------- | ---------- | ------------------- | --------- |
| 1964-65   | 유러피언컵        | 예선전    | 잉글랜드   | 리버풀              | 0-5, 1-6  |
| 1965-66   | UEFA 컵위너스컵   | 1회전     | 노르웨이   | 로센보르그          | 1-3, 1-3  |
| 1966-67   | 유러피언컵        | 1회전     | 프랑스     | 낭트                | 2-3, 2-5  |
| 1967-68   | UEFA 컵위너스컵   | 1회전     | 스코틀랜드 | 애버딘              | 0-10, 1-4 |
| 1968-69   | UEFA 컵위너스컵   | 1회전     | 그리스     | 올림피아코스        | 0-2, 0-2  |
| 1969-70   | 유러피언컵        | 1회전     | 네덜란드   | 페예노르트          | 2-12, 0-4 |
| 1984-85   | UEFA컵            | 1회전     | 잉글랜드   | 퀸즈 파크 레인저스  | '0-3, 0-4 |
| 1991-92   | UEFA컵            | 1회전     | 이탈리아   | 토리노              | 0-2, 1-6  |
| 1993-94   | UEFA컵            | 1회전     | 헝가리     | MTK 부다페스트      | 1-2, 0-0  |
| 1995-96   | UEFA 컵위너스컵   | 예선전    | 룩셈부르크 | 그레벤마허          | 2-3, 2-0  |
|           |                   | 1회전     | 잉글랜드   | 에버턴              | 2-3, 1-3  |
| 1996-97   | UEFA 컵위너스컵   | 예선전    | 벨라루스   | MPKC 마지르         | 2-2, 1-0  |
|           |                   | 1회전     | 스웨덴     | AIK                 | 0-1, 1-1  |
| 1997-98   | UEFA컵            | 예선1회전 | 루마니아   | 디나모 부쿠레슈티   | 2-0, 2-1  |
|           |                   | 예선2회전 | 그리스     | OFI 크레타          | 0-0, 1-3  |
| 1999-2000 | UEFA컵            | 예선전    | 스코틀랜드 | 킬마녹              | 1-0, 0-2  |
| 2000-01   | UEFA 챔피언스리그 | 예선1회전 | 몰타       | 비르키르카라        | 2-1, 4-1  |
|           |                   | 예선2회전 | 덴마크     | 브뢴비              | 1-3, 0-0  |
| 2001-02   | UEFA 챔피언스리그 | 예선1회전 | 알바니아   | 블라즈니아 슈코더르 | 2-1, 0-1  |
| 2003-04   | UEFA 챔피언스리그 | 예선1회전 | 아르메니아 | 퓨닉                | 0-1, 1-1  |
| 2004-05   | UEFA 챔피언스리그 | 예선1회전 | 아일랜드   | 셸번                | 2-2, 0-0  |
| 2007-08   | UEFA컵            | 예선1회전 | 스웨덴     | BK 하켄             | 1-1, 0-1  |

* 굵은 글씨가 홈경기

## 선수 명단

### 현역
참고: FIFA 자격 규정에 따라 소속된 국가대표팀 국기를 표시합니다. 선수는 복수의 FIFA 비회원국 국적을 가지고 있을 수 있습니다.
| 번호 | 포지션 | 국적       | 이름                         |
| ---- | ------ | ---------- | ---------------------------- |
| 16   | MF     | 아이슬란드 | 테오도르 엘마르 비아르드나손 |
| 17   | FW     | 잉글랜드   | 루크 래                      |

| 번호 | 포지션 | 국적 | 이름 |
| ---- | ------ | ---- | ---- |